# Neotaranomis atropurpurea
Neotaranomis atropurpurea är en skalbaggsart som beskrevs av Chemsak och Noguera 2001. Neotaranomis atropurpurea ingår i släktet Neotaranomis och familjen långhorningar.
Artens utbredningsområde är Honduras. Inga underarter finns listade i Catalogue of Life.